# 安井藤治
安井 藤治（やすい とうじ、1885年〈明治18年〉10月11日 - 1970年〈昭和45年〉7月8日）は、明治期から昭和期の陸軍軍人、政治家。従三位勲一等。陸軍中将まで昇った後、鈴木貫太郎内閣の国務大臣（無任所）を務めた。

## 経歴
富山県出身。商業・安井藤蔵の長男として生まれる。富山中学校、名古屋陸軍地方幼年学校、中央幼年学校を経て、1905年（明治38年）11月、陸軍士官学校（第18期）920名中を首席卒業。同期生には、陸軍大将になった山下奉文、岡部直三郎、阿南惟幾、山脇正隆、藤江恵輔等がいる。
1906年（明治39年）6月、歩兵少尉に任官し、石川県金沢市野田村に駐屯する歩兵第35聯隊附となる。
1913年（大正2年）11月、陸軍大学校（第25期）を優等で卒業。
1916年（大正5年）に陸軍省軍務局課員となり、1919年（大正8年）から5年間にわたって第1次世界大戦終結後の停戦監視のため平和条約実施委員として東欧に派遣された。1926年（大正15年）に陸軍省整備局動員課高級課員、1929年（昭和4年）には歩兵大佐に進級し、陸軍省整備局動員課長となる。その後、1931年（昭和6年）に近衛歩兵第2聯隊長、1933年（昭和8年）に参謀本部戦史課長を歴任。1934年（昭和9年）には少将に進み歩兵第29旅団長を拝命する。 1935年（昭和10年）には東京警備参謀長兼東部防衛参謀長となり、1936年（昭和11年）の二・二六事件に遭遇。香椎浩平戒厳司令官のもと、戒厳参謀長となり事件の鎮定に尽力する。
事件に当たり、川島義之陸相が軍事参議官と協議のうえ作成した、いわゆる「陸軍大臣告示」を宮中の香椎から電話で伝えられ、第1師団長、近衛師団長に印刷送付する。その後、告示中の「諸子の行動は国体明徴の至情に基くものと認む」が「諸子の真意は・・・」に、いずれの時点か差し代わり、これが正規のものとされて紛議を招いたことで知られている。
1937年（昭和12年）に中将に進み、第5独立守備隊司令官となる。 1938年（昭和13年）に第2師団長、1939年（昭和14年）に第6軍司令官を歴任後、1941年（昭和16年）に予備役編入。1942年（昭和17年）に東京市翼賛壮年団長を務め、1945年（昭和20年）の鈴木内閣では無任所国務大臣として入閣した。
戦後、公職追放となった。

## 年譜
- 1905年（明治38年）11月25日 - 陸軍士官学校卒業（第18期、1番/920名）
- 1906年（明治39年）6月26日 - 任歩兵少尉、歩兵第35聯隊附
- 1908年（明治41年）12月21日 - 任歩兵中尉
- 1910年（明治43年）12月12日 - 陸軍大学校入校
- 1913年（大正2年）11月26日 - 陸軍大学校卒業（第25期、優等）
- 1915年（大正4年）8月10日 - 任歩兵大尉
- 1917年（大正6年）- 露国駐在（9月1日調）
- 1920年（大正9年）- 参謀本部附（9月1日調）
- 1921年（大正10年）7月20日 - 任歩兵少佐
- 1923年（大正12年）- 陸軍大学校兵学教官（9月1日調）
- 1924年（大正13年）- 陸軍大学校兵学教官兼参謀本部部員（9月1日調）
- 1925年（大正14年）8月7日 ｰ 任歩兵中佐
- 1926年（大正15年）10月1日 - 陸軍省整備局動員課高級課員
- 1929年（昭和4年）8月1日 - 任歩兵大佐・陸軍省整備局動員課長
- 1931年（昭和6年）8月1日 - 近衛歩兵第2聯隊長
- 1933年（昭和8年）8月1日 - 参謀本部戦史課長
- 1934年（昭和9年）3月5日 - 任少将・歩兵第29旅団長
- 1935年（昭和10年）8月1日 - 東京警備参謀長兼東部防衛参謀長
- 1937年（昭和12年）8月2日 - 任中将・第5独立守備隊司令官
- 1938年（昭和13年）6月23日 - 第2師団長
- 1939年（昭和14年）11月6日 - 第6軍司令官
- 1941年（昭和16年）
  - 10月15日 - 待命
  - 12月2日 - 予備役
- 1945年（昭和20年）4月11日 - 国務大臣（鈴木貫太郎内閣）

## エピソード
鈴木内閣で陸軍大臣を務めた阿南惟幾とは陸士同期であり、和平へ進む鈴木内閣と本土決戦を叫ぶ陸軍中堅幹部の板挟みとなって苦心する阿南を心配し、「お前のように苦労する陸相は他にないな」とねぎらっていたという。

## 栄典
勲章
- 勲一等瑞宝章 - 1940年（昭和15年）5月17日[2]
- 1942年（昭和17年）4月13日 - 勲一等旭日大綬章[3]

外国勲章
- 3等聖サヴァ勲章（ユーゴスラヴィア王国 ）
- 3等武功勲章（ブルガリア）（英語版）（ブルガリア王国）
- 3等聖アレクサンダル勲章（英語版）（ブルガリア王国）
- 3等ゲオルギオス1世勲章（英語版）（ギリシア王国）

## 家族
- 妻：安井楠野　蠣崎富三郎（陸軍中将）の娘